# Adversus
Adversus est un groupe de musique expérimentale allemand. Il mêle musiques traditionnelles et techno. Une panoplie de sous-styles est utilisée dans leur musique allant des influences folkloriques, avec des cornemuses, jusqu'au darkwave. Il y a deux chanteuses: une mezzo-soprano et une soprano, les autres voix étant death metal, ou des passages parlés. Le groupe est connu pour son parti pris très artistique : création de pochettes ou vidéos complexes accompagnant leurs chansons ou albums,  peintures ou soirées de lectures publiques de leurs textes et poèmes. 

## Discographie
- 2001 : Ein erster Funke (démo)
- 2003 : Winter, so unsagbar Winter...
- 2005 : Einer Nacht Gewesenes
- 2007 : Laya (EP)
- 2010 : Ein Ding im Spiegel (single)
- 2010 : Der Zeit abhanden